# Düvelstein (Großkönigsförde)

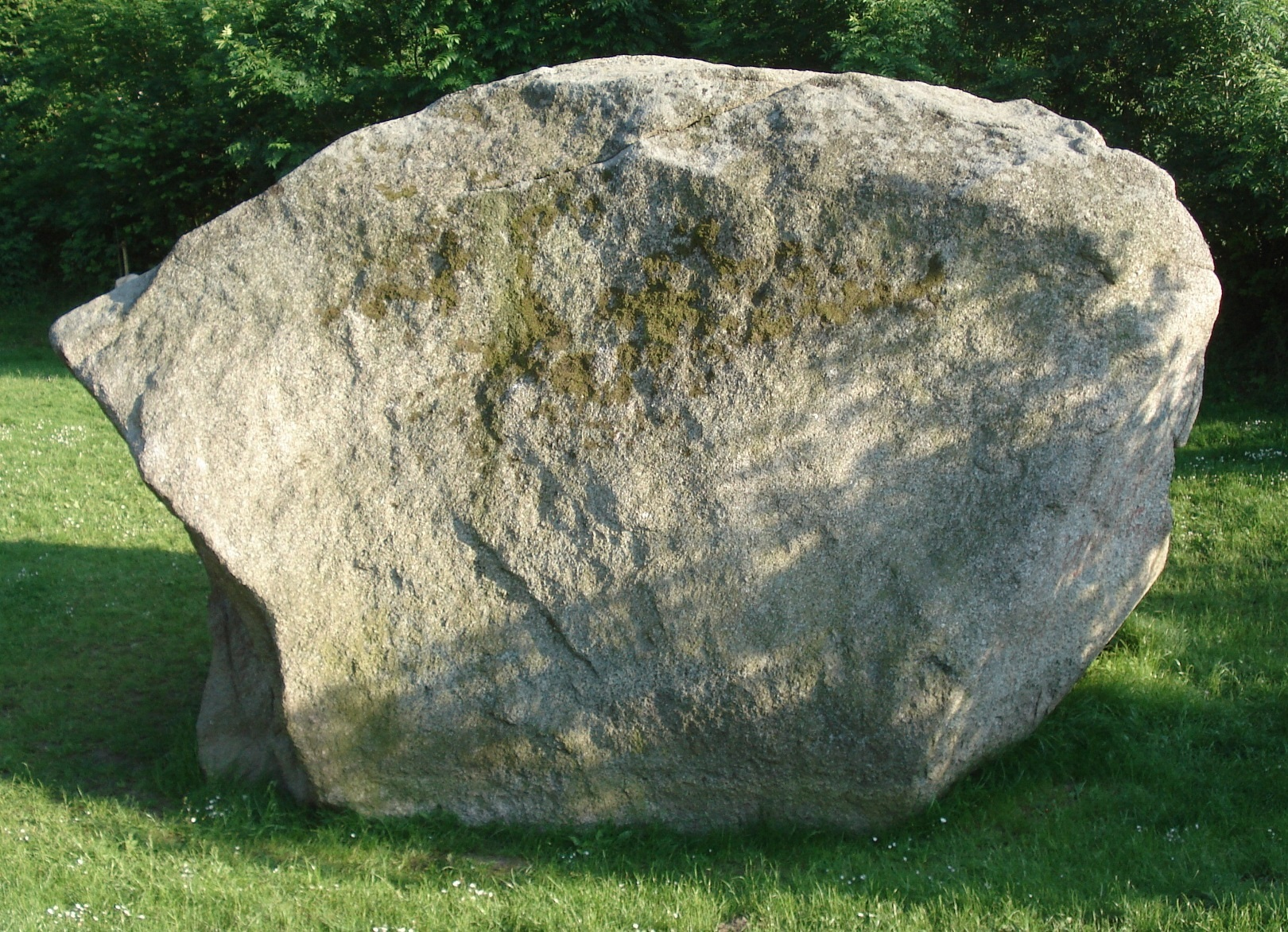
Der Düvelstein (aus Nord)

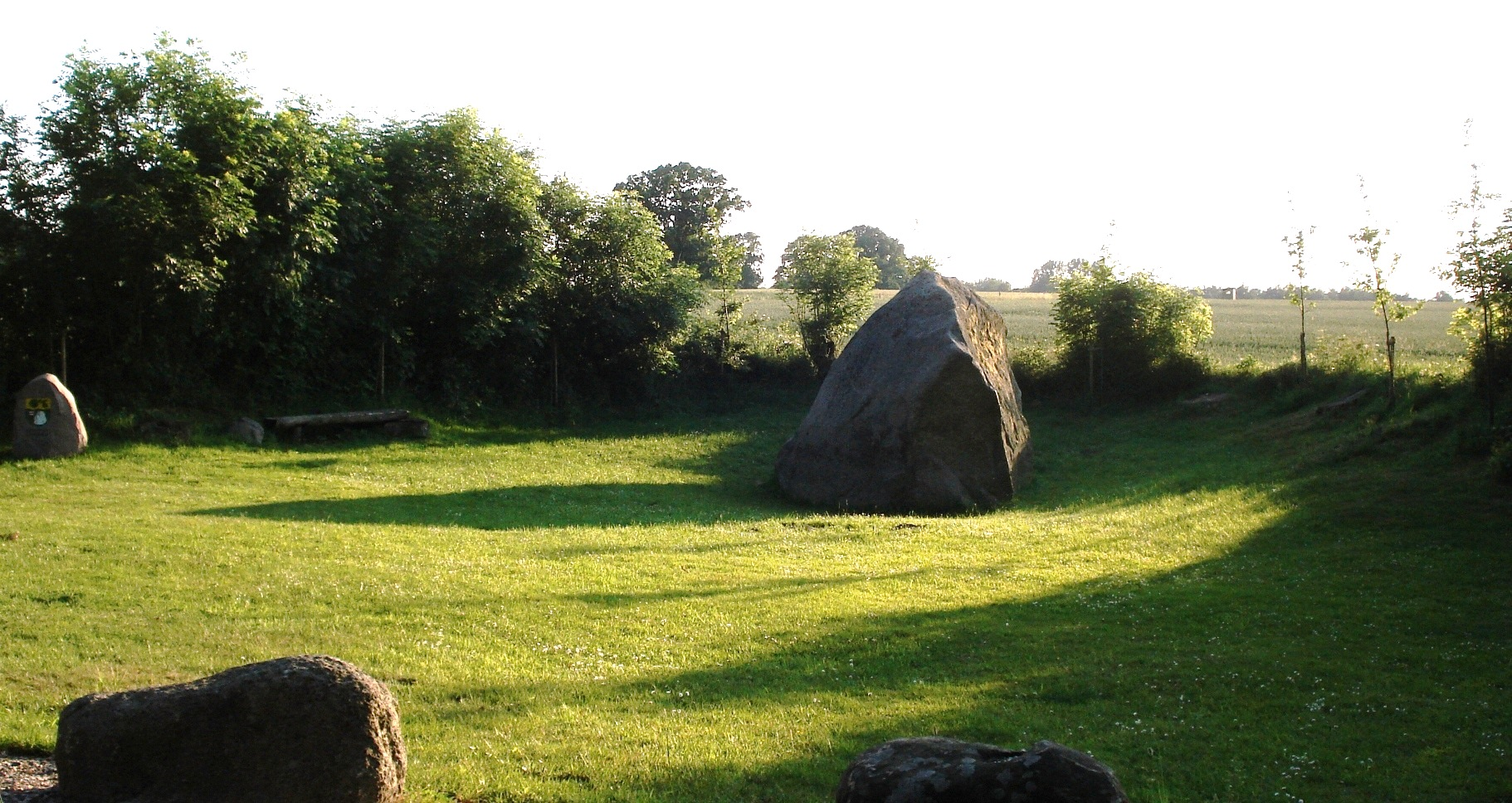
Der Düvelstein oder Teufelsstein bei Großkönigsförde (aus Nordost)

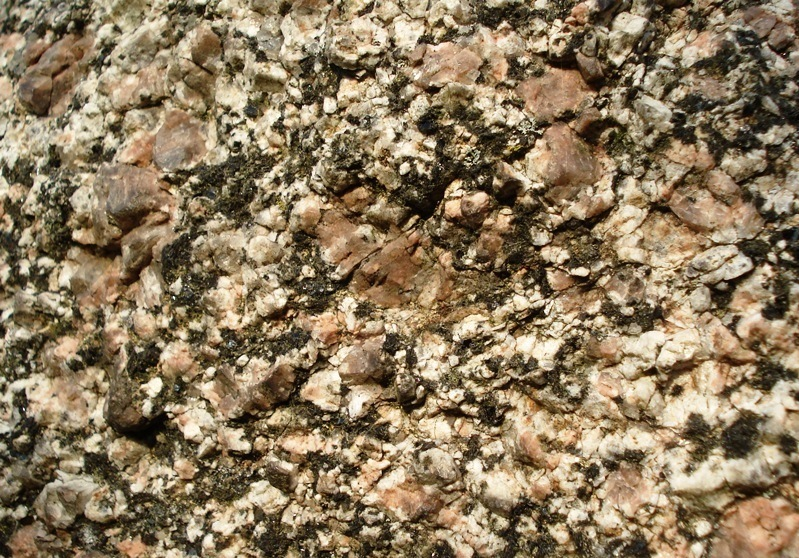
Nahaufnahme des Granits des Düvelsteins – gut erkennbar sind die Kristalle des Feldspats und des Quarzes sowie der Biotit

Der Düvelstein (ndt.) (gelegentlich auch Düwelstein oder Teufelsstein) bei Großkönigsförde ist ein Findling nahe dem Dorf Großkönigsförde in der Gemeinde Lindau (bei Kiel) im Kreis Rendsburg-Eckernförde in Schleswig-Holstein.
Es handelt sich um den größten Findling in Schleswig-Holstein.
Der Düvelstein befindet sich etwa 20 Meter westlich neben der Kreisstraße 92 von Großkönigsförde nach Revensdorf. Er liegt in einer leichten Mulde, verursacht durch das Ausgraben des Steines, und ist frei zugänglich.
Der Findling wiegt rund 180 Tonnen, ist etwa 3,75 Meter hoch, 6 Meter lang und 4,5 Meter breit, der Umfang beträgt ca. 18 Meter; seine Form ist unregelmäßig, kantig, z. T. gefurcht, an einigen Stellen sind Abbruchkanten größerer Stücke erkennbar.

## Geologie
Sein Alter beträgt etwa 1,8 Milliarden Jahre. Er wurde durch eiszeitliche Gletscher aus Småland in Südschweden an seinen Fundort verbracht.
Der Findling besteht aus grobkörnigem, hellbräunlichem Småland-Granit, der sich unter anderem aus rosafarbenem Feldspat, hellem Quarz und feinverteiltem schwarzem Glimmer zusammensetzt.

## Legende zum Düvelstein
Der Legende nach hat der Teufel mit dem Stein versucht, die Kirche St. Jürgen im etwa 7 Kilometer entfernten Gettorf zu zerschmettern. Der Wurf des Teufels wurde von Gott abgelenkt, jedoch wurde durch den nahe vorbeifliegenden Stein der Kirchturm zur Seite geneigt, weshalb dieser bis heute leicht schief ist.

## Sonstiges
Der Düvelstein ist Bestandteil des Wappens der Gemeinde Lindau (bei Kiel).

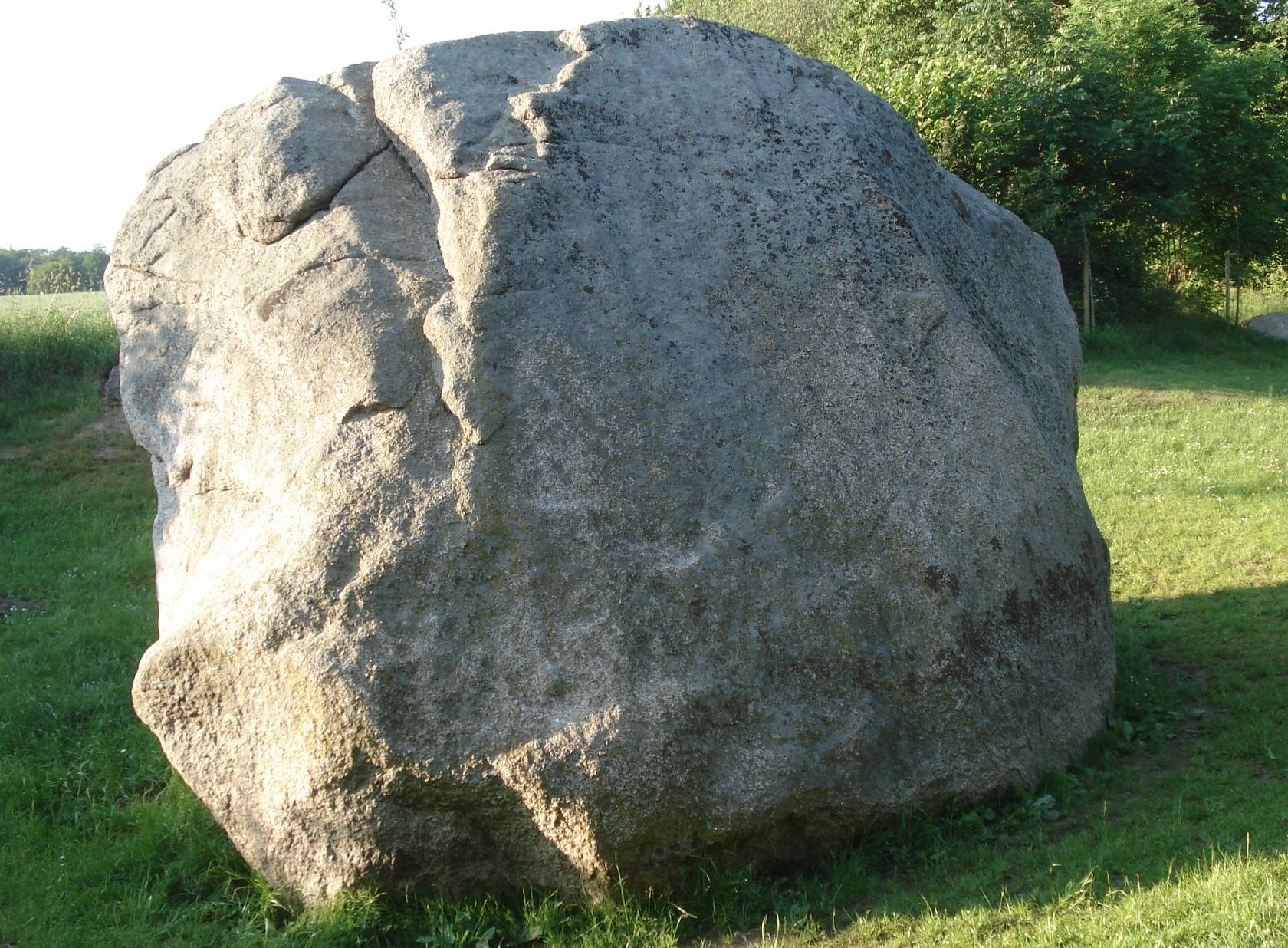
Der Düvelstein aus Süd
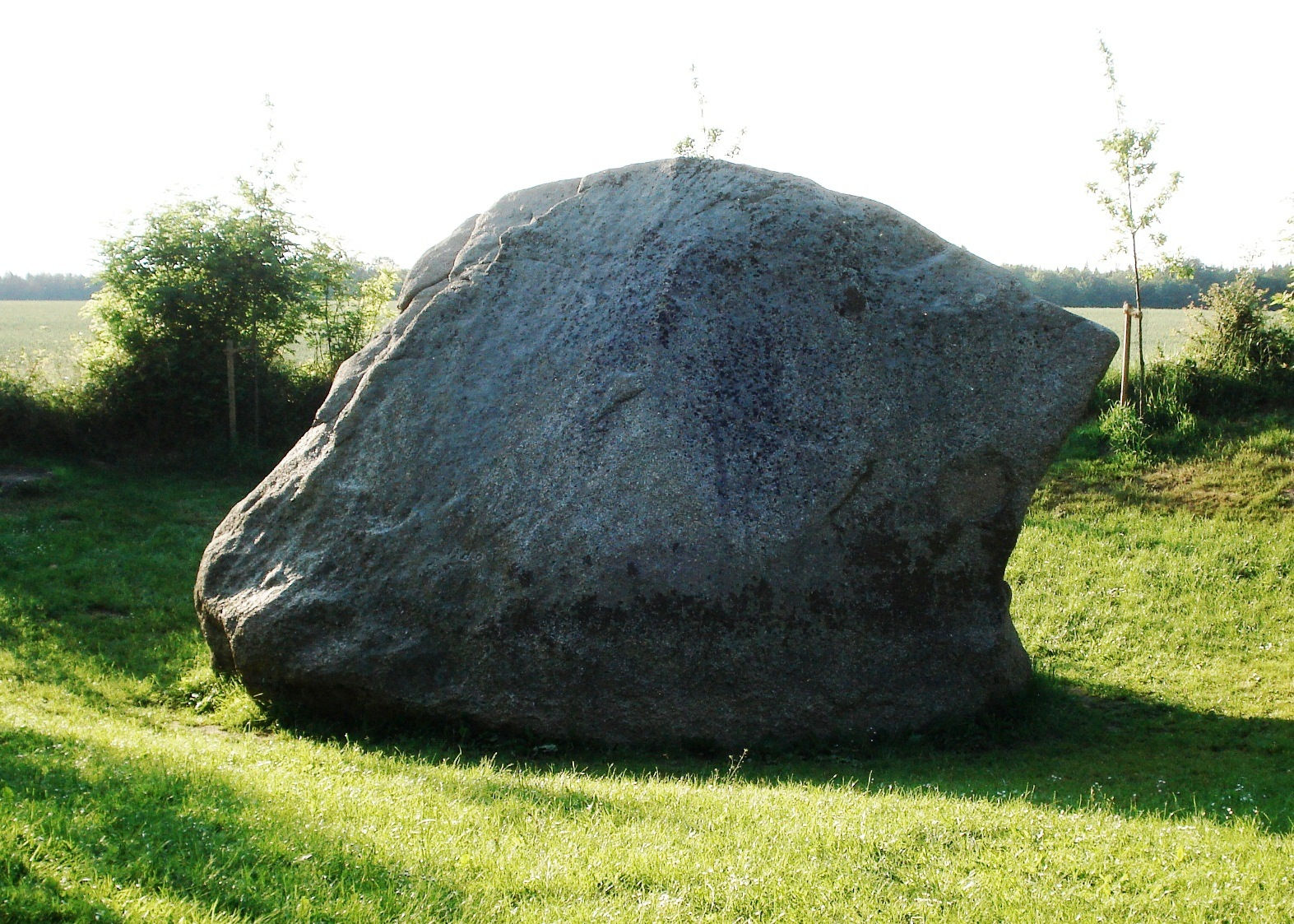
Der Düvelstein aus Südost
Das Wappen der Gemeinde Lindau (bei Kiel) mit dem Düvelstein
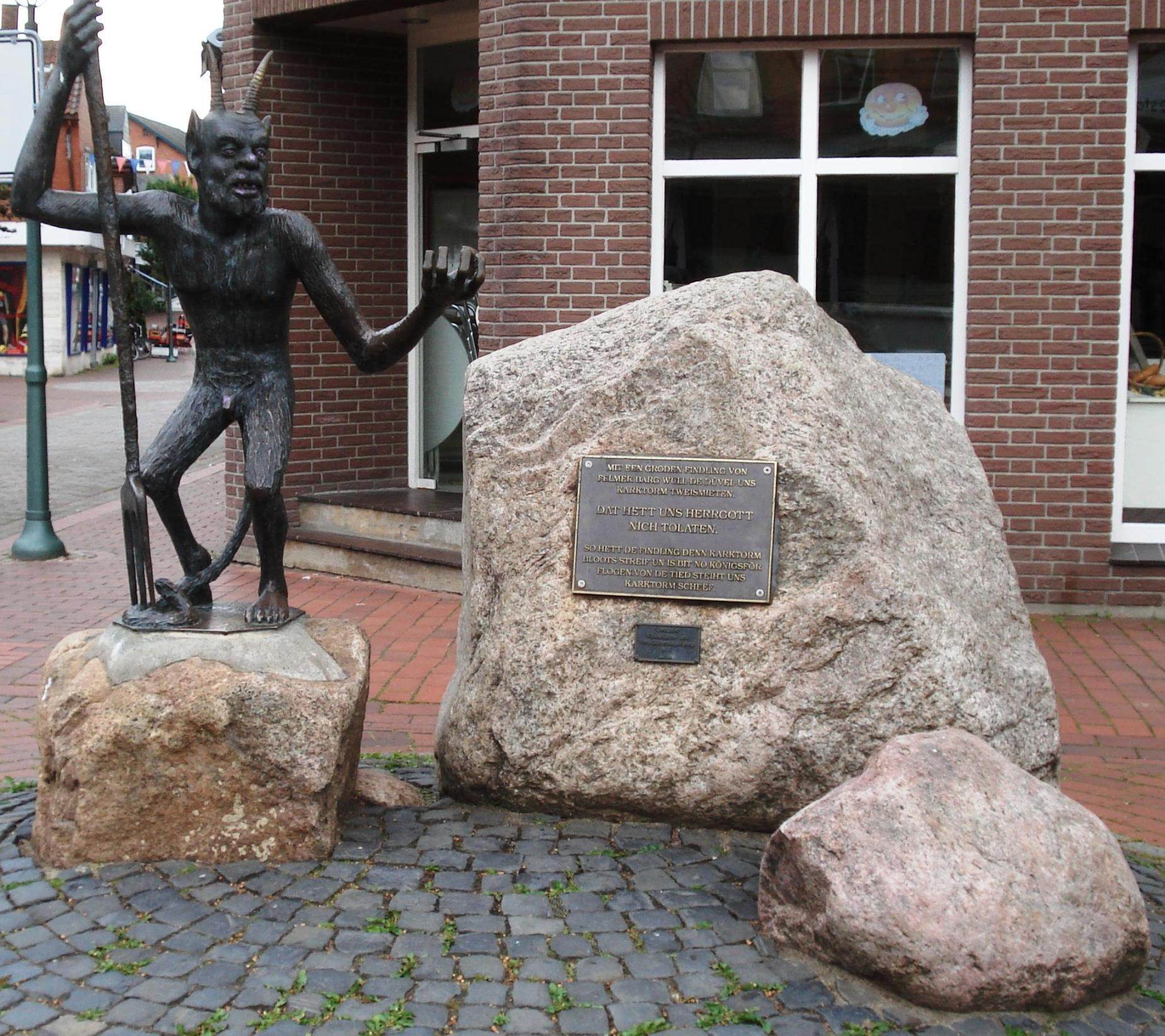
Die Teufelsplastik in Gettorf mit der Legende zum Düvelstein
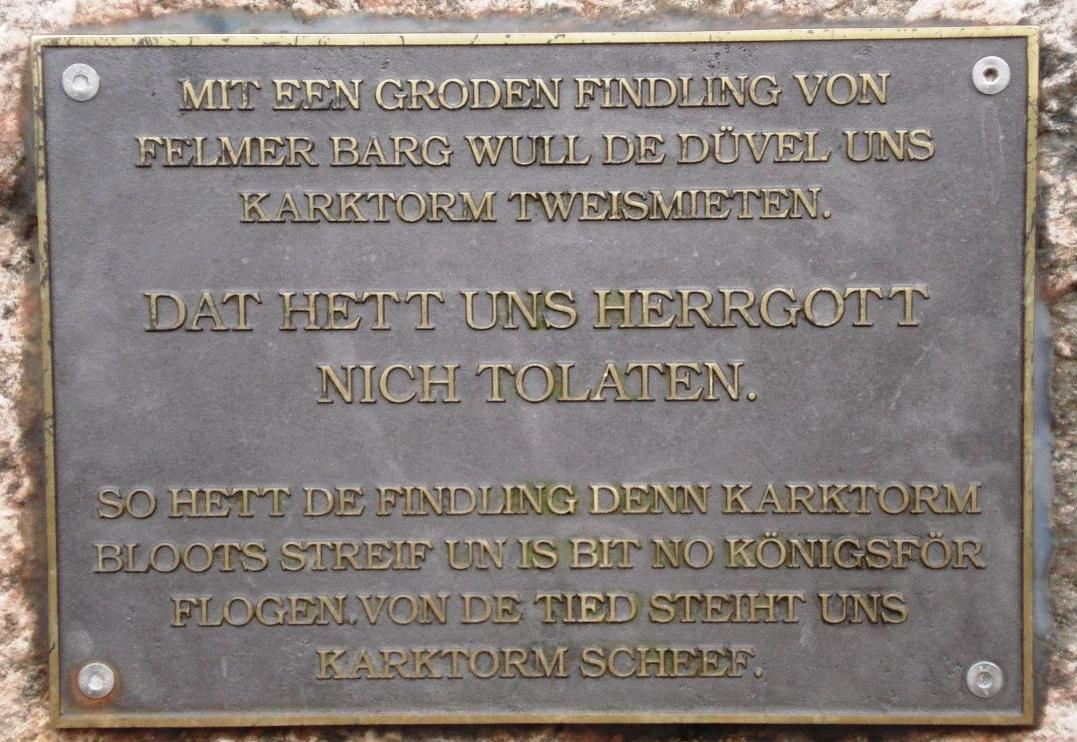
Der niederdeutsche Text mit der Legende zum Düvelstein. Der Text sagt: „Mit einem großen Findling vom Felmer Berg wollte der Teufel unseren Kirchturm [St. Jürgen in Gettorf] entzwei werfen. Das hat unser Herrgott nicht zugelassen. So hat der Findling den Kirchturm nur gestreift und ist bis Königsförde geflogen. Seit der Zeit [13./14. Jahrhundert] steht unser Kirchturm schief.“